# Veniamin I.
Veniamin I. (světským jménem: Veniamin Psomas Kyriakou; 18. ledna 1871, Edremit – 17. února 1946, Istanbul) byl řecký pravoslavný duchovní, biskup a patriarcha konstantinopolský.

## Život
Narodil se 18. ledna 1871 v Edremitu.
Roku 1888 byl metropolitou efezským Agathangelem rukopoložen na diákona a roku 1896 dokončil bohosloveckou školu Chalki. Stal se kazatelem v magnesijské metropolii a zároveň inspektorem škol.
Dne 27. června 1899 byl jmenován třetím diákonem patriarchy a 16. listopadu 1903 druhým diákonem. Dne 11. května 1905 se stal velikým archidiákonem.
Roku 1908 byl konstantinopolským patriarchou Ioakeimem III. rukopoložen na jereje a byl ustanoven velikým protosynkelem.
Roku 1911/1912 byl Svatým synodem Konstantinopolského patriarchátu zvolen metropolitou rhodoským. Dne 30. ledna 1912 proběhla v patriarchálním chrámu svatého Jiří na Fanaru jeho biskupská chirotonie. Hlavním světitelem byl patriarcha konstantinopolský Ioakeim III.
Dne 11. června 1913 byl ustanoven metropolitou silivrijským a 10. září metropolitou filippopoliským. Během této funkce pobýval v Istanbulu.
Dne 21. července 1925 se stal metropolitou nikajským. Byl posledním metropolitou před zrušením této metropolie.
Dne 21. října 1933 byl jmenován metropolitou heraklejským.
Po smrti patriarchy Fotia II. byl nejpravděpodobnějším kandidátem na jeho post metropolita Maximos (Vaportzis), ale 18. ledna 1936 byl zvolen metropolita Veniamin.
Roku 1942 odmítl uznat Chorvatskou pravoslavnou církev zřízenou úřady Nezávislého státu Chorvatsko.
I přes snahu německé vlády ihned po zvolení metropolity Sergije (Stragorodského) na moskevský patriarchální trůn volbu uznal a v prosinci 1943 zaslal blahopřání.
Během jeho patriarchátu byla 12. dubna 1937 uznána autokefalita Albánské pravoslavné církve a 22. února 1945 Bulharské pravoslavné církve.
Zemřel 17. února 1946 v Istanbulu.